# Bogdan Chruścicki
Bogdan Chruścicki (ur. 16 października 1946, zm. 16 października 2015 w Warszawie) – polski dziennikarz sportowy, prasowy, radiowy oraz telewizyjny.

## Życiorys

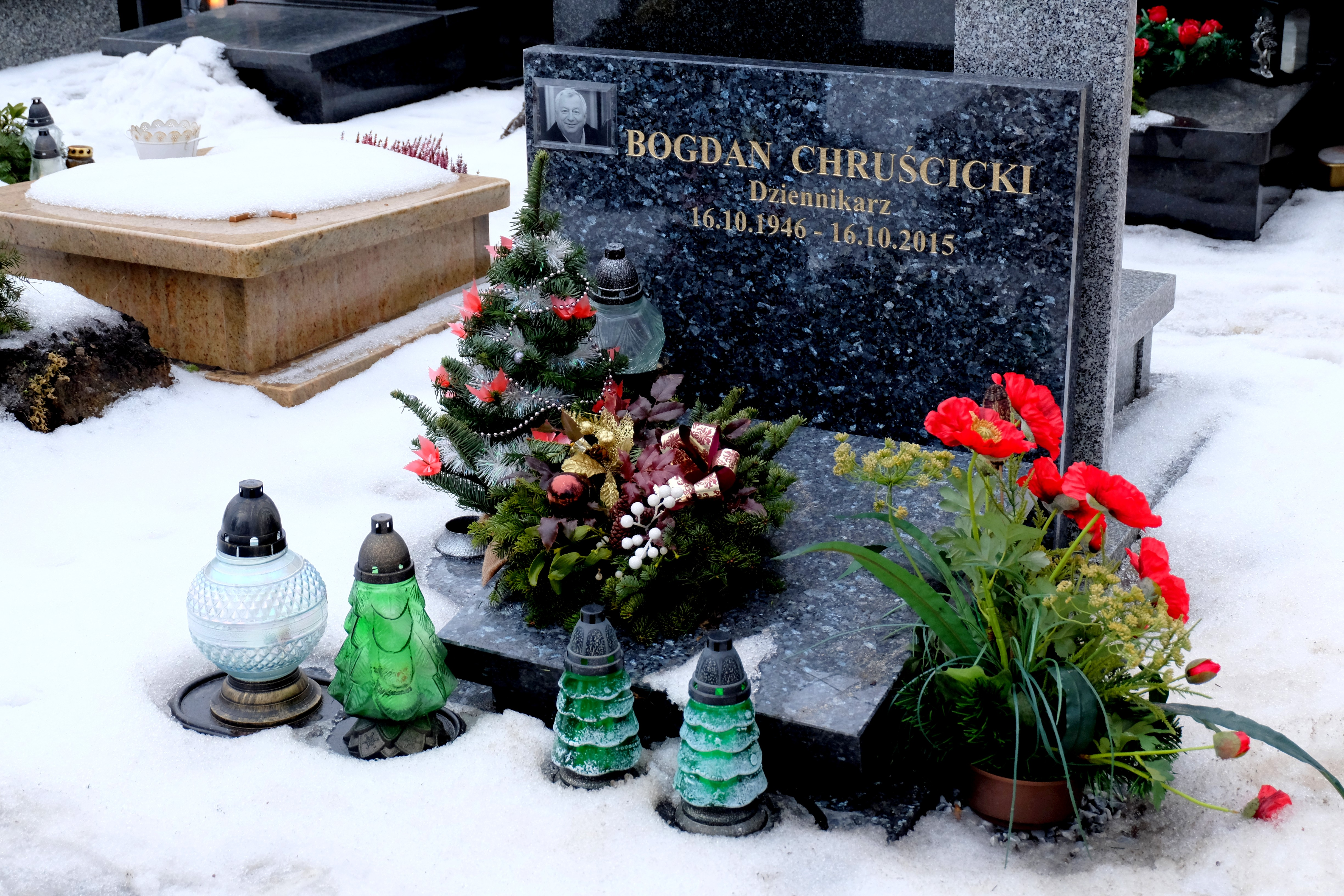
Grób Bogdana Chruścickiego na Cmentarzu Wojskowym na Powązkach w Warszawie.

Karierę dziennikarską rozpoczął w 1967 roku, kiedy w wyniku konkursu został zatrudniony w Polskiej Agencji Prasowej. W 1970 roku przeniósł się do „Sztandaru Młodych”, gdzie trafił do działu sportowego. Pisał również w „Głosie Pracy”. Od 1977 roku był zatrudniony w Polskim Radiu jako dziennikarz sportowy.
Jako pracownik Redakcji Sportowej PR relacjonował m.in. igrzyska olimpijskie w Lake Placid (1980), Moskwie (1980), Sarajewie (1984), Los Angeles (1984) (był jednym z trzech polskich dziennikarzy, akredytowanych na te igrzyska), Calgary (1988), Seulu (1988), Albertville (1992), Barcelonie (1992), Lillehammer (1994), Atlancie (1996) oraz Nagano (1998). W listopadzie 1980 roku był autorem relacji z tzw. „Afery na Okęciu”. Po odejściu z radia w 2000 roku komentował sporty zimowe na antenie Eurosportu. Był również redaktorem naczelnym, ukazującej się w latach 2000-2014, „Kroniki Sportu Polskiego” oraz autorem książek o tematyce sportowej. 
Zmarł w dniu swoich 69. urodzin. Został pochowany na warszawskim Cmentarzu Wojskowym na Powązkach (kwatera 26D-20-1).

## Wybrane publikacje książkowe
- Igrzyska u stóp Hollywood (1987)
- Druga twarz stadionów (1989)
- Twardziel z Wodzisławia (2006)
- Justyna Kowalczyk. Królowa śniegu (2014)